# 華聯企業
華聯企業有限公司，簡稱華聯企業（英語：OUE LIMITED，SGX：LJ3），在1964年由前創辦人張氏家族創立。現時 為香港力寶系上市公司香港華人的合營公司。董事長為李棕，總裁為張金福。
股份在1964年於新加坡交易所主板上市。總部位於新加坡乌节路333號。主要業務在新加坡、中國內地以及馬來西亞經營零售产业、商用产业、住宅产业、酒店（君華酒店集團）、零售店铺与租赁、商用办公楼等資產。
2014年12月29日 力寶集團旗下在新加坡上市的聯營公司OUE Lippo Limited (「華聯力寶」)以每股0.52港元，涉及15.08億，認購金地商置29億股，佔已發行股本22.97%，成為金地商置的第二大股東及戰略投資人，配售後大股東輝煌商務的持股量將由72.2%攤薄至52.01%。
2017年华联企业宣佈退出韩国仁川综合度假胜地计划。

## 資產
- 金地商置22.97%
- 華聯酒店信托
- 新加坡文華大酒店和文化購物廊
- 樟宜機場皇冠假日酒店
- 海南文華大酒店
- 汕頭君華大酒店
- 力寶廣場[來源請求]
- 華聯海灣大廈
- 洛杉磯U.S .Bank Tower

## 連結
- OUE.com.sg （页面存档备份，存于）